# Complot d'enlèvement de Gretchen Whitmer

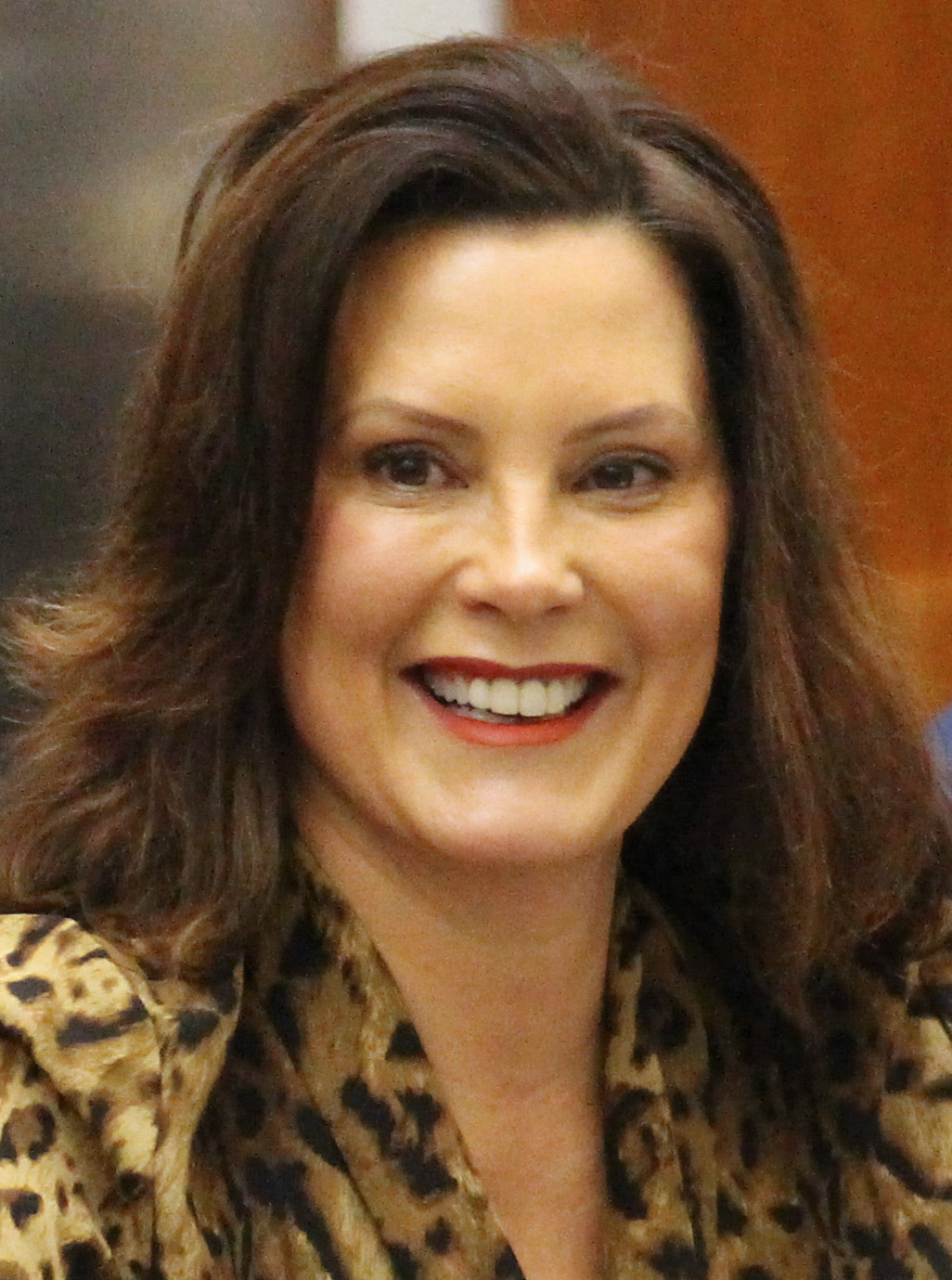
Gretchen Whitmer, gouverneure du Michigan.

Le 8 octobre 2020, le Federal Bureau of Investigation (FBI) des États-Unis a annoncé l'arrestation de 13 suspects accusés d'avoir comploté pour kidnapper Gretchen Whitmer, la gouverneure du Michigan, et renverser violemment le gouvernement de l'État. Les suspects étaient liés à un groupe de milice paramilitaire qui s'appelait les Wolverine Watchmen, fondé par deux des suspects. Six des suspects ont été inculpés devant un tribunal fédéral, tandis que les sept autres ont été accusés de crimes d'État. Une semaine plus tard, un quatorzième suspect a été arrêté et inculpé devant un tribunal d'État.